# Drimolen

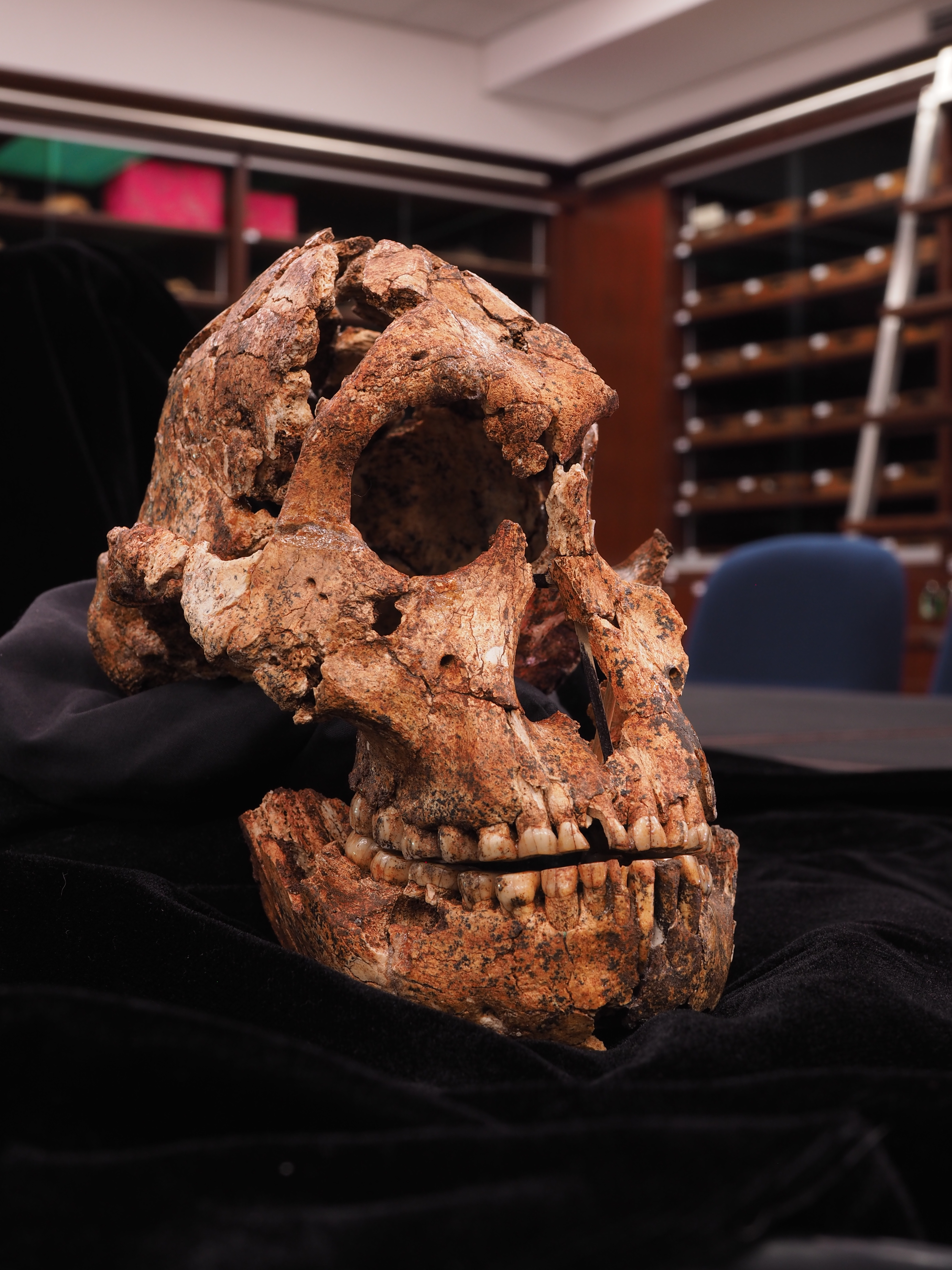
DNH 7, cráneo de Paranthropus robustus de DMQ, el más completo de esta especie nunca descubierto y un ejemplo raro de hembra.

El sistema de paleocuevaas Drimolen consta de una serie de rellenos con presencia de hominini desde el  Plioceno final hasta el Pleistoceno inicial. Localizado alrededor de 40 kilómetros al norte de Johannesburgo, Sudáfrica, y aproximadamente 6 kilómetros al norte de Sterkfontein, en el sitio conocido como Cuna de la Humanidad, declarado pr la UNESCO Patrimonio Mundial de la Humanidad.

## Historia de la investigación
El sitio fue descubierto el 9 de julio de 1992 por Andre Keyser quien continúo dirigiendo las excavaciones del yacimiento hasta su muerte en 2010. 
- El 21 de octubre de 1994, Keyser descubrió el cráneo DNH 7 (Eurydice), el más completo de los cráneos de Paranthropus robustus encontrados hasta el momento [2020].[3] Es también considerado un cráneo de hembra raro. DNH 8, una mandíbula de macho de Paranthropus robustus conocida como Orfeo, era también descubierta al mismo tiempo y adyacente a DNH 7.

Colin Menter dirigió la investigación y excavaciones en el sitio de 2010 hasta 2016. Las excavaciones en el sitio estuvieron conducidas por ayudantes técnicos en los primeros años y por escuelas de campo en los últimos años. 
Estas incluyen la Universidad de Florencia, Italia (2006-2012), la Universidad de Victoria, Canadá (2011, 2012, 2014), y la Universidad La Trobe, Australia (desde 2013). 
El permiso y las excavaciones en el sitio estuvo supervisado por Stephanie Baker del Palaeo-Research Institute de la Universidad de Johannesburgo en colaboración con el Prof. Andy I.R. Herries de la Universidad La Trobe (y la Universidad de Johannesburgo) como parte de un proyecto de descubrimiento del Consejo de Investigación australiano (2017–21). 
Esto también ha implicado colaboraciones con David Strait de la Universidad de Washington en St Louis, quién organiza una escuela de campo con base en Drimolen cada junio, así como investigadores de Sudáfrica, Australia, los EE. UU. e Italia.

## Cantera principal de  Drimolen (DMQ)
Todos los restos de hominini han sido recuperados del área clásica del sitio conocido como la Cantera Principal de Drimolen (DMQ, por la sigla en inglés de Drimolen Main Quarry), e incluye restos de Paranthropus robustus, Homo temprano y Homo erectus
- En 2015 un cráneo parcial (DNH 134) de Homo erectus fue descubierto por el estudiante Richard Curtis de la Escuela de Arqueología de Campo de la Universidad La Trobe, como parte de la campaña anual del Dr. Menter.[6] .El cráneo representa un individuo de alrededor de 2-3 años y tiene una capacidad craneal reconstruida de 484 a 593 cm³, siendo ligeramente más pequeño que el cráneo de, la propuesta como mujer adulta de Homo erectus, DAN5/P1(~598 cm³), de Gona en Etiopía. El cráneo fue apodado Simon, después que uno de los miembros del equipo de excavación de Drimolen, Simon Mokobane, falleciese en 2018.

DMQ ha sido datado entre ~2,04 y 1,95 millones de años basado en una combinación de uranio-plomo (U-Pb), series uranio-resonancia de espín de electrón (US-ESR, por su sigla en inglés) y paleomagnetismo . Los depósitos de DMQ registran una reversalidad geomagnética desde polaridad invertida a polaridad normal. Basado en la datación por U-Pb (1,962 ± 0,107 Ma) de una colada calcárea de polaridad intermedia (las Paredes de las coladas de Jericho) que fueron formadas en medio de esta inversión, ha sido atribuido a la inversión Olduvai SubCcron y con base en ella se ha datado en ~1,95 Ma. Según las pruebas US-ESR la fecha de los fósiles es 1,965 ± 0,147 Ma, justo debajo de la colada, lo que confirma esta edad. Otros US-ESR dan una edad de 2,041 ± 0,240 Ma en la misma profundidad, como el cráneo DNH 134 de H. erectus indica  una antigüedad entre ~2,04 y 1,95 Ma, haciéndolo el espécimen más antiguo de Homo erectus encontrado hasta la fecha [2020].
DMQ también ha producido algunas de las herramientas de huesos más antiguas del mundo y algunas de las herramientas de piedra más antiguas de Sudáfrica. También es el primer sitio en la región que ha producido dos especies de Dinofelis en el mismo depósito, Dinofelis cf. Barlowi y Dinofelis aff. Piveteaui. Muchas de las especies en el sitio son la primera o la última aparición de la especie en la región y sugieren una rotación faunística significativa en ese momento. 

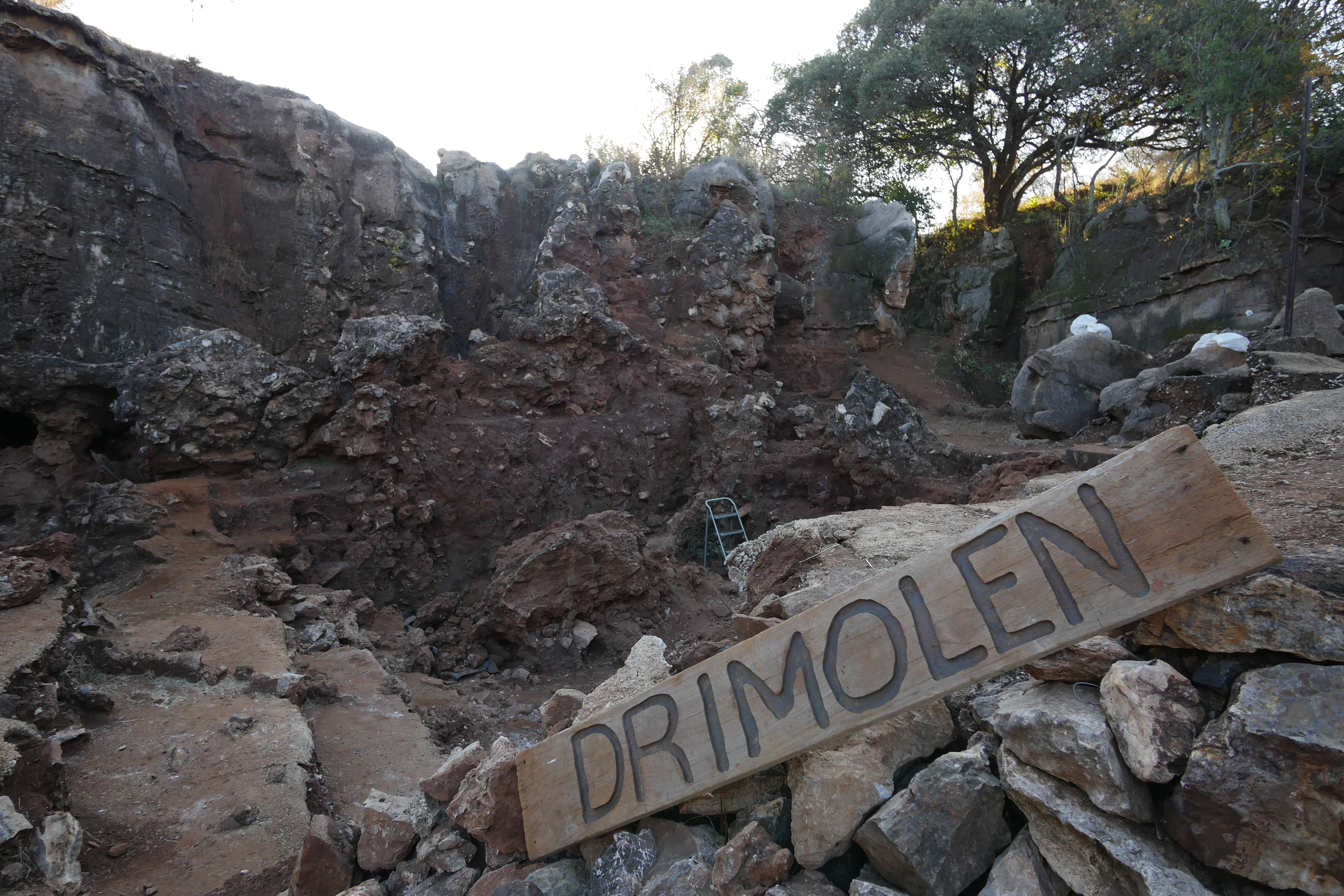
Cantera principal de Drimolen

## Drimolen Makondo (DMK)

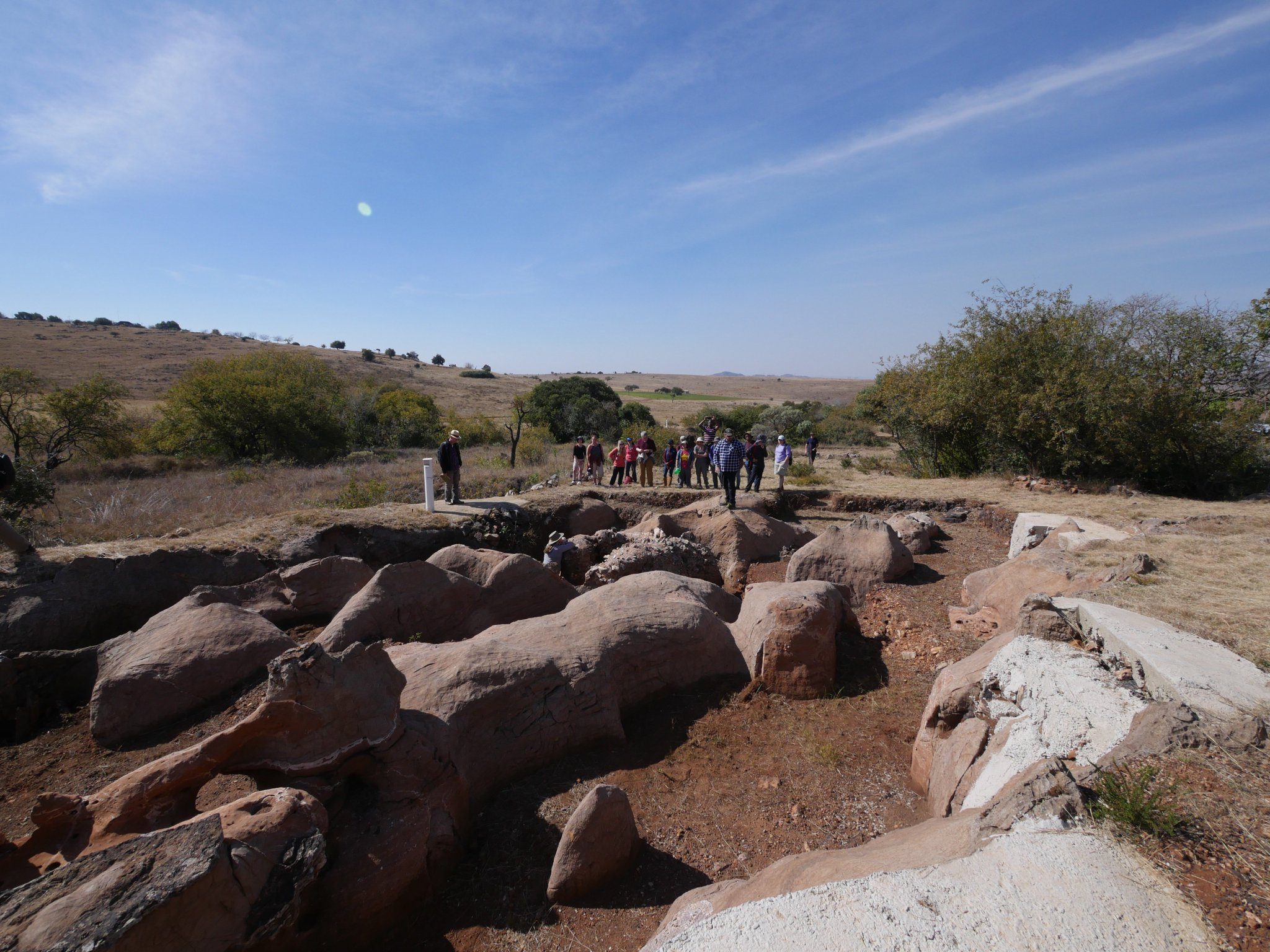
La paleocueva Drimolen Makondo, de 2,61 millones de años, contiene fósiles

En 2013 un depósito de fósiles nuevo fue descubierto alrededor 50 metros fuera de la Cantera Principal que es conocida como Drimolen Makondo (DMK). DMK no ha arrojado ningún resto de hominini, pero ha sido datado mucho más antiguo, alrededor de 2,61 Ma, haciéndolo similar en edad a sitios como Sterkfontein Miembro 4 y partes del Makapansgat Limeworks.
Mientras DMQ consta de una única cueva, DMK consta de una serie de pasadizos laberínticos interconectados. No es sabido cómo las dos cuevas se relacionan entre ellas o si eran una vez parte del mismo sistema de cuevas interconectadas, pero espeleotemas basales en cada depósito ha sido datados por uranio-plomo en ~2.6 millones de años, la misma edad como las coladas subyacentes al Australopithecus africanus recuperado en el Miembro 4  de Sterkfontein  y cubriendo al A. africanus de los depósitos del Miembro 3 deMakapansgat Limeworks.